# Elena Produnova
Yelena Sergeyevna Produnova, em russo:  Елена Сергеевна Продунова (Rostov do Don, 15 de fevereiro de 1980), é uma ex-ginasta que competiu em provas de ginástica artística pela Rússia.
Yelena fez parte da equipe que conquistou a medalha de prata durante os Jogos Olímpicos de 2000 em Sydney, possui três conquistas mundiais e três europeias. Após aposentar-se da modalidade, passou a trabalhar como treinadora.

## Carreira
Filha de Raisa e irmã de Isa, Yelena começou na ginástica sobre a tutela de Ruslan Lavrov, antigo treinador de Svetlana Grozdova, destacada na modalidade acrobática e campeã olímpica, na artística.
Em 1995, aos quinze anos e na categoria júnior nacional, Produnova participou do Campeonato Internacional Júnior, no qual conquistou sua primeira medalha, de prata na trave. No Europeu Júnior (Semifinais), foi a segunda colocada e, estreando em grandes competições, participou do Mundial de Sabae, no qual atingiu a quarta posição por equipes. No ano seguinte, tornou-se uma das dez melhores ginastas russas, no Campeonato Nacional Sênior.
Em 1997, subiu uma posição nacionalmente. Em sua segunda participação mundial, no Campeonato de Lausanna, conquistou as primeiras medalhas individuais e coletivas: foi bronze no solo e no concurso geral, superada pela compatriota Svetlana Khorkina e a romena Simona Amânar. Por equipes, fora a medalhista de prata. No posterior ano, ranqueou-se como a quinta nas disputas do Nacional. Na Copa Russa, atingiu a segunda colocação geral e no salto sobre a mesa. Internacionalmente, foi a terceira colocada no salto, da Copa Chunichi.
Em 1999, a ginasta participou da Copa América, na qual conquistou a medalha de prata. No Campeonato Russo, foi a campeã geral, repetindo a colocação na Copa Russa. Em estreia nos Jogos Universitários, conquistou as medalhas de ouro no salto, na trave e por equipes, além da prata no individual geral. No Mundial de Taijin, tornou-se, pela segunda vez, a medalhista de prata por equipes. Apesar de sofrer duas lesões entre os anos de 1996 e 1998, não deixou as práticas da modalidade e, em seu último ano como competidora, fora bicampeã nacional. No Europeu de Bremen, foi campeã por equipes e medalhista nos eventos individuais do solo (prata) e das barras assimétricas (bronze). Em seguida, fazendo sua estreia olímpica, nos Jogos Olímpicos de Sydney, conquistou a medalha de prata coletiva e a de bronze, na prova da trave.
Em 2000, após as Olimpíadas, a atleta retirou-se das competições, casou-se com Dmitry Ismetov em 2001 e passou a trabalhar como treinadora.

## Principais resultados
| Ano  | Evento                                    | AA                | Equipe           | Salto sobre o cavalo | Trave             | Barras assimétricas | Solo              |
| ---- | ----------------------------------------- | ----------------- | ---------------- | -------------------- | ----------------- | ------------------- | ----------------- |
| 1995 | Campeonato Mundial de Ginástica Artística |                   | 4.º              |                      |                   |                     |                   |
| 1996 | Campeonato Nacional Russo                 | 10.º              |                  |                      |                   |                     |                   |
| 1997 | Campeonato Mundial de Ginástica Artística | Medalha de bronze | Medalha de prata |                      |                   |                     | Medalha de bronze |
| 1998 | Goodwill Games                            | 10.º              |                  |                      |                   |                     | 5.º               |
| 1999 | Campeonato Nacional Russo                 | Medalha de ouro   |                  |                      |                   |                     |                   |
| 1999 | Campeonato Mundial de Ginástica Artística |                   | Medalha de prata |                      |                   |                     |                   |
| 1999 | Jogos Universitários                      | Medalha de ouro   | Medalha de prata | Medalha de ouro      | Medalha de ouro   |                     |                   |
| 2000 | Campeonato Europeu                        |                   |                  |                      | Medalha de bronze | Medalha de bronze   |                   |
| 2000 | Campeonato Nacional Russo                 | Medalha de ouro   |                  |                      |                   |                     |                   |
| 2000 | Jogos Olímpicos                           |                   | Medalha de prata |                      | Medalha de bronze |                     |                   |